# 華爾街賭場
華爾街賭場（/r/wallstreetbets），簡稱WSB，是reddit上的一個有關股票和期權的討論版。在遊戲驛站軋空事件爆發後，華爾街賭博的知名度迅速提高，並在2021年1月27日出現短暫的無法訪問情況。
華爾街賭場自稱是「4chan发现了彭博終端」，以其激進的交易手法而著稱。論壇上盛行高度投機的槓桿式交易，並忽略基本的投資原理和風險管理，其交易被外界視為近似賭博。然而0佣金交易的日益普及促進了這種交易手法的流行。
2021年遊戲驛站軋空事件之後，華爾街賭場已成為廣為人知的網站，並引發伊隆·馬斯克等名人關注。